# Meike Wagner

Meike Wagner (2021)

Meike Wagner (* 1971 in Mannheim) ist eine deutsche Theaterwissenschaftlerin und Professorin für Theaterwissenschaft an der Ludwig-Maximilians-Universität München. Bekannt ist Wagner vor allem für ihre Forschung zur Geschichte des  Amateurtheaters im 19. Jahrhundert, zu Zensur und Öffentlichkeit im Vormärz sowie für ihre Forschung zum Figuren- und Objekttheater.

## Werdegang
Wagner studierte Theaterwissenschaft, Kommunikationswissenschaft und Politikwissenschaft an der Ludwig-Maximilians-Universität München und an der Sorbonne Nouvelle Paris. Zwischen 1998 und 2002 war sie Stipendiatin des Mainzer DFG-Graduiertenkollegs „Theater als Paradigma der Moderne“. Im Jahr 2002 beendete sie ihre Promotion mit der Arbeit Nähte am Puppenkörper. Das mediale Blick und die Körperentwürfe des Theaters.
Von 2003  bis 2006 koordinierte Wagner das Internationale Promotionsprogramm „Performance and Medias Studies“ an der Johannes-Gutenberg-Universität Mainz. Seit 2006 war sie Akademische Rätin an der Ludwig-Maximilians-Universität München. Dort leitete sie von 2007 bis 2009 ein Forschungsprojekt „Filmästhetik und Netzökonomie“ zum Animationsfilm in der populären Internetkultur im Rahmen des LMU-Excellent Projektes „Netzkulturen. Zur Performanz distribuierter Ästhetik“. Sie war Stipendiatin des Centre for Advanced Studies der LMU und  habilitierte sich 2011 mit einer Arbeit zur Zensur- und Pressegeschichte des deutschsprachigen Theaters im Vormärz. Von 2014 bis 2022 hatte sie den Lehrstuhl für Theaterwissenschaft an der Universität Stockholm inne und war dort zugleich geschäftsführende Direktorin. Von 2014 bis 2017 leitete sie dort das Forschungsprojekt Performing Premodernity zum (Musik)Theater in Barock- und Aufklärung. 2021 erhält sie einen ERC Advanced Grant für ihre Forschung zum Amateurtheater im europäischen Vergleich. Seit September 2022 ist sie Lehrstuhlinhaberin für Theaterwissenschaft an der Ludwig-Maximilians-Universität München.
Wagner hat ein besonderes Interesse an Wissenschaftskommunikation und der Popularisierung von Forschung. Seit 2004 ist sie Redakteurin des Fachjournals double. Magazin für Puppen-, Figuren- und Objekttheater (Theater der Zeit, Berlin) und tritt bei zahlreichen Podiumsdiskussionen und Panels im Rahmen von Theaterfestivals, Museums- und kulturpolitischen Veranstaltungen auf.
Wagners richtete 2016 die Jahrestagung der International Federation for Theatre Research aus. Sie ist seit 2018 als Generalsekretärin für den Weltverband tätig. 2021 organisierte sie die Jahrestagung der Association for Nordic Theatre Studies (ANTS).
Wagner ist aktives Mitglied in folgenden Arbeitskreisen und Gesellschaften: International Federation for Theatre Research (IFTR): Arbeitsgruppe „Intermediality“ (2002–2013) und „Historiography“ (seit 2013), Arbeitsgruppe „Schauspieltheorie“ der Gesellschaft für Theaterwissenschaft (seit 2006), Mitglied im wissenschaftlichen Beirat für Forum Modernes Theater (Narr, Tübingen) und Pamietnik Teatralny (Polnische Akademie der Wissenschaften, Warschau).

## Forschungsprojekte (Auswahl)
- Performing Citizenship. Social and Political Agency in Non-Professional Theatre Practice in Germany, France, Britain, Sweden and Switzerland (1780-1850), ERC Advanced Grant 2020.
- Performing Citizenship. Amateur Theatre and Social Change (2021–2023, gefördert von Riksbankens Jubileumsfonds)
- Performing Premodernity. Exploring Cultural Heritage through the Drottningholm Court Theatre (2013–2017, gefördert von Riksbankens Jubileumsfonds)
- Theater und Öffentlichkeit. Berlin, München und Wien als Schauplätze bürgerlicher Medienpraxis (2006–2011, gefördert von Bayerische Gleichstellungsförderung, LMUexcellent, CAS LMU)
- Filmästhetik und Netzökonomie. Animationsfilm auf der Video-Plattform YouTube (2007–2009, gefördert von LMUexcellent)
- Nähte am Puppenkörper. Der mediale Blick und die Körperentwürfe des Theaters (1998–2002, gefördert von DFG und VG Wort)

## Publikationen (Auswahl)
Monographien
- Theater und Öffentlichkeit im Vormärz. Berlin, München und Wien als Schauplätze bürgerlicher Medienpraxis. Berlin: Akademie-Verlag, 2013, rezensiert von: James M. Brophy, Central European History, doi:10.1017/S0008938915000631; Esther Slevogt, nachtkritik.de; Martin Schneider, Forum Modernes Theater
- Nähte am  Puppenkörper. Der mediale Blick und die Körperentwürfe des Theaters, Bielefeld: Transcript, 2003, 2. Auflage 2016 als open access e-book

Außerdem hat sie zahlreiche Artikel in Fachzeitschriften und Beiträge zu Sammelwerken verfasst.
Herausgabe
- Psyche – Technik – Darstellung. Beiträge zur Schauspieltheorie als Wissensgeschichte. Hrsg. mit Wolf-Dieter Ernst und Anja Klöck. München: ePodium, 2016.
- Agenten der Öffentlichkeit. Theater und Medien im 19. Jahrhundert. Bielefeld: Aisthesis, 2014.
- Netzkulturen. Kollektiv, kreativ, performativ. Hrsg. mit Josef Bairlein, Christopher Balme und Wolf-Dieter Ernst. München: ePodium, 2010.
- Performing the Matrix. Mediating Cultural Performances. Hrsg. mit Wolf-Dieter Ernst. München: ePodium, 2008
- Beyond Aesthetics. Performance, Media, and Cultural Studies. Hrsg. mit Christopher Balme. Trier: WVT, 2004
- Figuration. Beiträge zum Wandel der Betrachtung ästhetischer Gefüge. Hrsg. mit Bettina Brandl-Risi und Wolf-Dieter Ernst. München: ePodium, 2000.